# Amerikaanse bizon
De bizon (Bison bison) of Amerikaanse bizon is een Noord-Amerikaans zoogdier uit de familie van de holhoornigen (Bovidae). Door de Franse ontdekkingsreiziger Samuel de Champlain werd het dier in 1625 "buffalo" genoemd, afgeleid van het Franse woord boeuf voor rund. De wetenschappelijke naam van de soort werd als Bos bison in 1758 gepubliceerd door Carl Linnaeus. De wisent (of Europese bizon) van de Oude Wereld is een nauw verwante soort.

## Kenmerken
Het dier is zwaargebouwd met een hoge schouderbult, een grote zware kop, een korte dikke nek en een breed voorhoofd. Kop, nek, schouders en voorpoten zijn lang en ruig behaard. De rest van het lichaam is bedekt met korter en lichter haar. De kin bevat een verwilderde baard. Het dier heeft een schouderhoogte van 1,90 meter en de lengte van de stier is bijna 3 meter. De staartlengte bedraagt 30 tot 60 cm. De bizon kan een snelheid tot 50 km/u halen.
Het karakter van de bizon is doorgaans rustig en gemakkelijk te voorspellen aan de houding van de staart. Een postuur waarbij de staart recht overeind staat, toont dat de bizon zich bedreigd voelt. Voor interacties met mensen is dit veelal het laatste signaal voordat de bizon over gaat tot een charge.
Amerikaanse bizons worden ongeveer 25 jaar oud. Hun bruine tot zwarte vacht bestaat uit twee lagen: een warme binnenlaag en een dikke, beschermende buitenlaag. Deze dikke vacht is geen overbodige luxe, omdat ze ook voorkomen in bergachtige gebieden, waar ze aan extreem lage temperaturen blootstaan. Jongen van de Amerikaanse bizon staan al na 30 minuten na de geboorte recht. Enkele uren later kunnen ze al lopen.

## Hiërarchie
In de paartijd leveren bizonstieren felle gevechten om het bezit van de vrouwtjes, door met de koppen tegen elkaar te rammen. Vrouwtjes die met de dominante stier willen paren, galopperen rond om de rivaliteit tussen de stieren aan te wakkeren.

## Ondersoorten
Er worden twee ondersoorten onderscheiden:
- Bison bison bison – dit is de meest voorkomende ondersoort. Hij leeft van nature meer op de open graslanden, hoewel hij intussen ook is geïntroduceerd in vroegere leefgebieden van de andere ondersoort.
- Bison bison athabascae Rhoads, 1897 – deze ondersoort is veel zeldzamer en had zijn leefgebied noordelijker, in de Canadese wouden. Hij leeft in kleinere groepen en de dieren zijn zwaarder.

## Bescherming
Heden ten dage is de bizon een beschermd dier; er zijn er nog zo'n 30.000 over. Wilde kuddes leven alleen in het Yellowstone National Park en in het Theodore Roosevelt National Park in de VS, in het Nationaal park Wood Buffalo en Nationaal park Elk Island in Canada. Sinds 2013 worden pogingen gedaan de soort te introduceren in een aantal Russische reservaten.

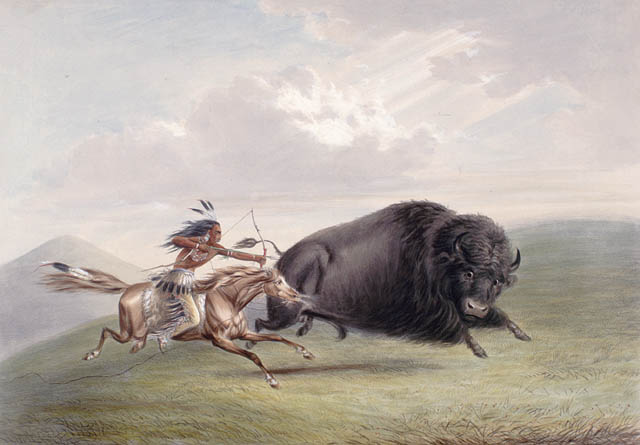
Bizonjacht door een indiaan

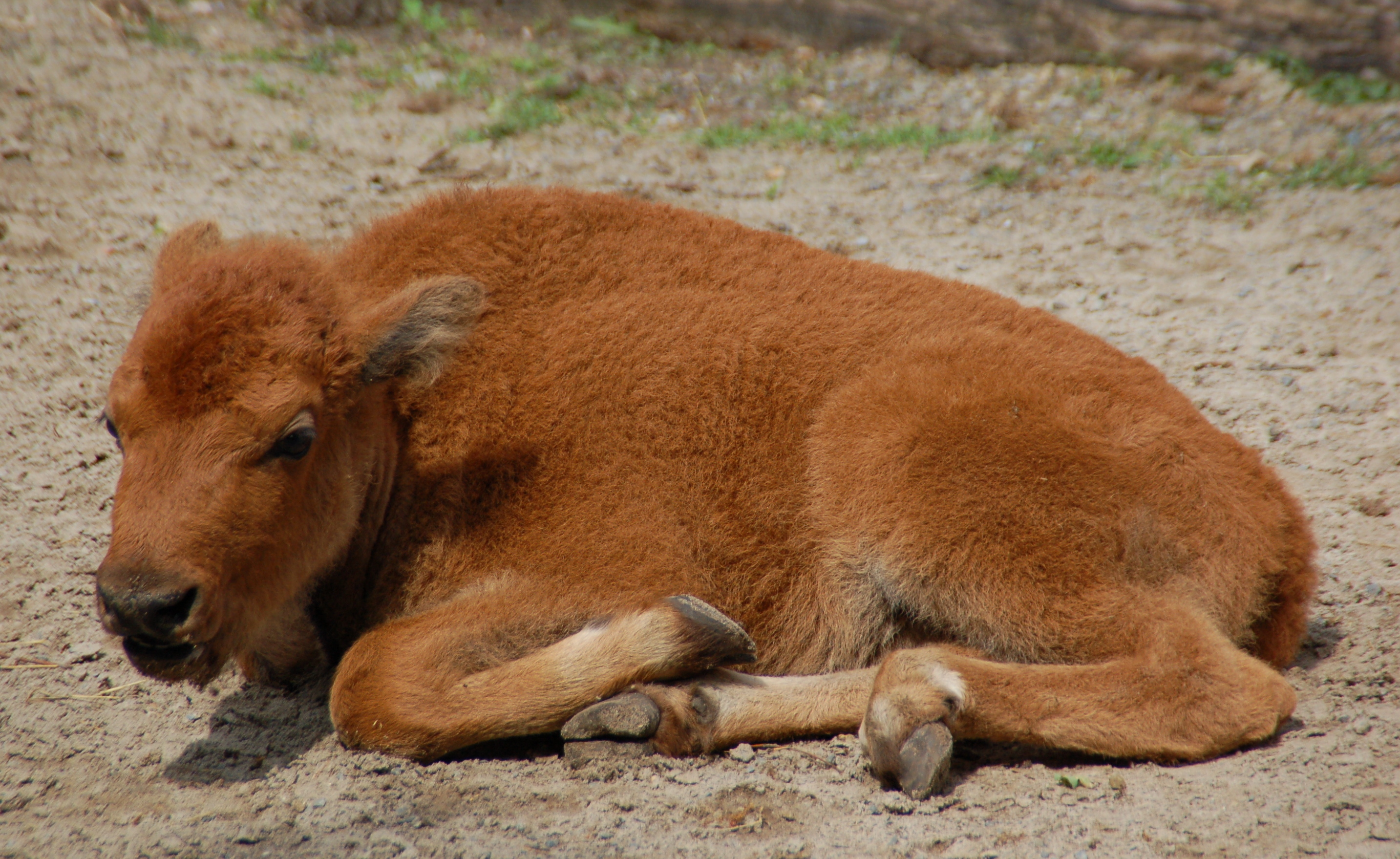
Bizonkalf

## Bizonjacht en uitroeiing
De Amerikaanse bizon is bijna systematisch uitgeroeid. Enkele honderden jaren geleden leefden er in Noord-Amerika miljoenen exemplaren. In het voorjaar trokken ze langs de buffelpaden naar het noorden, in het najaar naar het warmere zuiden. Tegen het eind van de 19e eeuw, waren er minder dan 100 in het wild overgebleven. Het leeuwendeel was gedood voor de schedel, tong en pels door voornamelijk westerse kolonisten. De historicus Pekka Hämäläinen wijst erop dat er ook oorspronkelijke bewoners van Amerika meededen met de commerciële jacht op bizons. Door het verlies van hun leefwijze en inkomen, was er voor sommige oorspronkelijke inwoners van Amerika geen andere manier om zich aan te passen aan de nieuwe, commerciële leefwijze om te overleven. In de periode 1830-1839 doodden de Comanche en bevriende stammen op de zuidelijke prairie circa 280.000 bizons per jaar. Door een meer dan 15 jaar durende periode van droogte die in 1845 begon nam de druk op de populatie verder toe.
In de loop van de 19e eeuw begon de grote slachting. Bizons werden bejaagd omdat ze voedselconcurrenten waren van de koeien van veeboeren. Ook spoorwegmaatschappijen moedigden de jacht aan, want botsingen met bizons veroorzaakten schade, bizons schuilden vaak op plaatsen waar spoorlijnen door heuvels of bergen sneden en veroorzaakten zo treinvertragingen. Op bizons werd ook gejaagd om hun huid die als aandrijfriem of vloerkleed werd gebruikt. Grote hoeveelheden bizonhuiden werden naar Europa geëxporteerd. Tussen 1872 en 1874 werden er 3.700.000 bizons gedood, waarvan slechts 150.000 door indianen. De blanke jagers doodden de dieren om hun huid en lieten de kadavers rotten. De oorspronkelijke bewoners van Amerika doodden zoveel dieren als zij nodig hadden, droogden het vlees, bewaarden merg en vet, sneden lepels en bekers uit de hoorns, vlochten lasso's en gordels van de haren en bewerkten de huiden tot tentdoeken, kleding en mocassins. Ten slotte werd op bizons gejaagd om de prairie-indianen te dwingen hun nomadische leefwijze op te geven en zich in reservaten te vestigen. Nog in 1875 pleitte generaal Philip Sheridan in het Amerikaans Congres om die laatste reden voor het uitroeien van de bizon. Toen bezorgde Texanen hem vroegen om iets te doen aan deze slachting op grote schaal door de blanke jagers, antwoordde Sheridan: 'Laat hen doden, villen en verkopen tot alle bizons zijn uitgeroeid, want dat is de enige weg naar een duurzame vrede en een verdere uitbreiding van de blanke beschaving.'
Jagers organiseerden speciale bizon-jachttreinen, van waaruit dan op de kuddes geschoten kon worden. Het gevolg was dat de bizon tegen 1884 vrijwel was uitgeroeid. De indiaan verloor zijn indianenbuffel, onmisbaar om zijn huid en vlees.

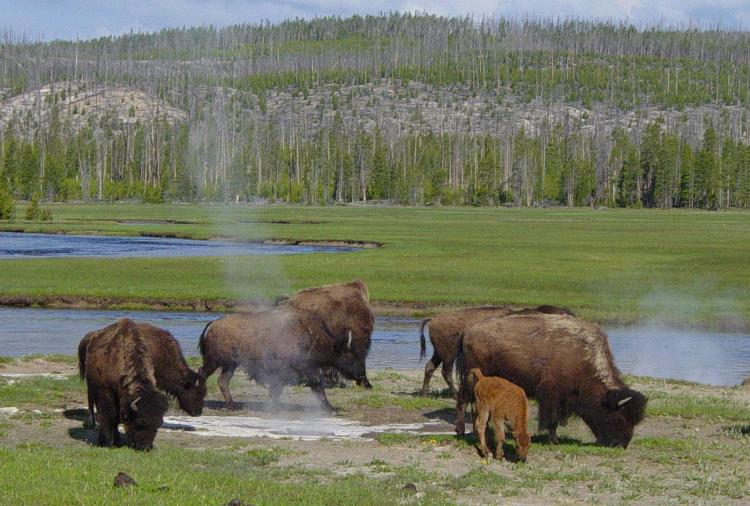
Bizons
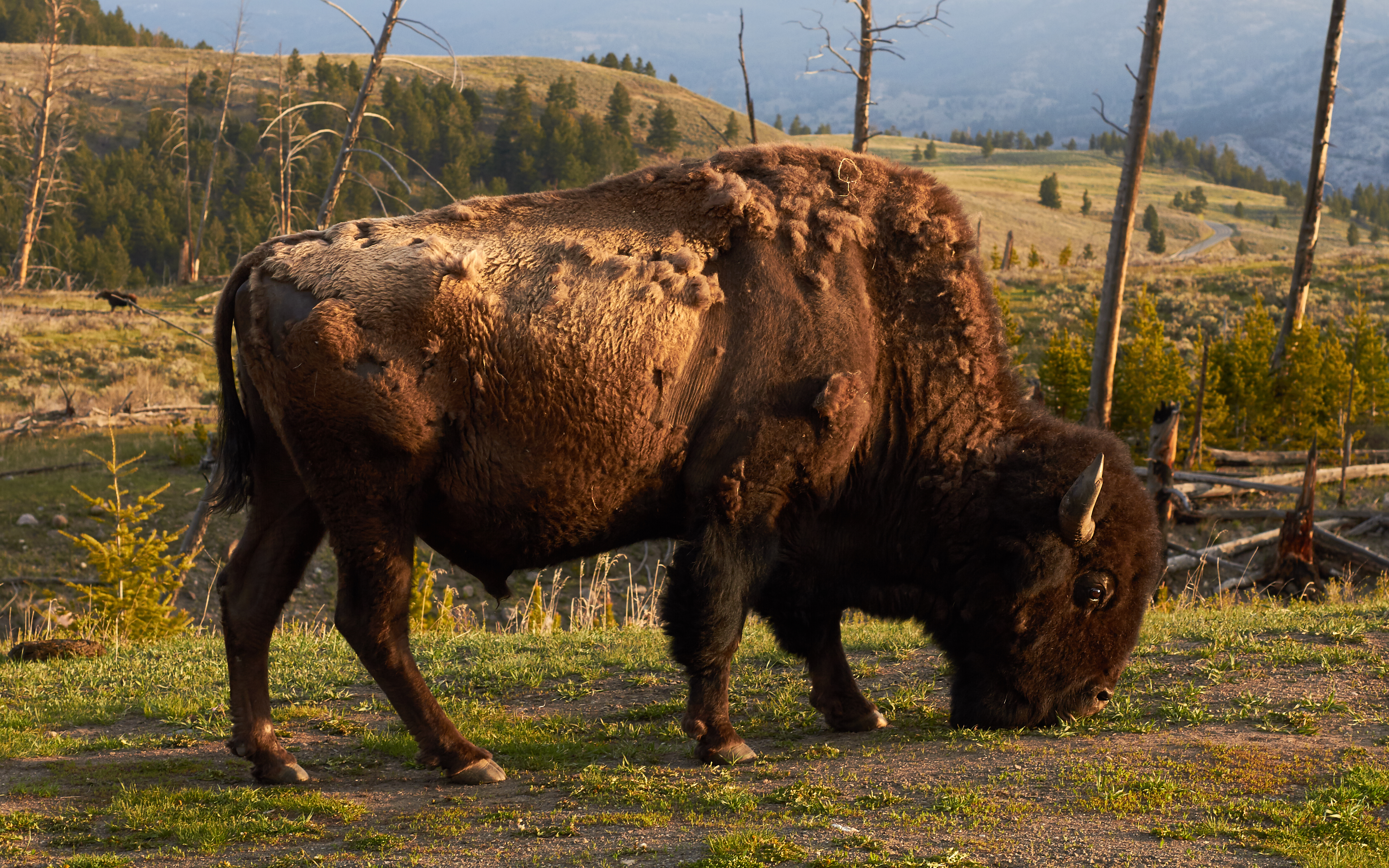
Bizon in Yellowstone National Park
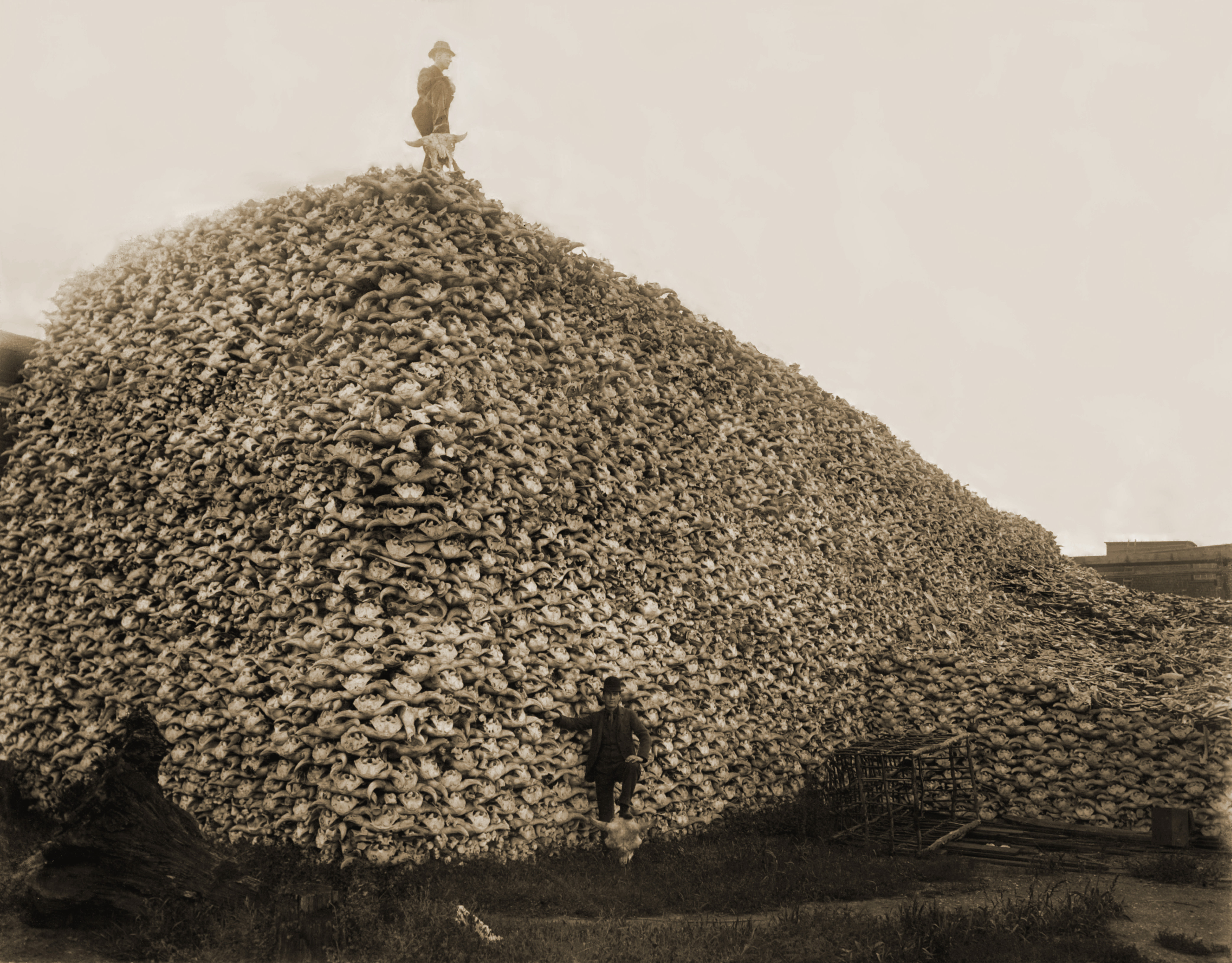
Bizonschedels voor de 19e-eeuwse mestproductie